# Ла-Буасьер
Ла-Буасье́р (фр. La Boissière) — коммуна во Франции, находится в регионе Нижняя Нормандия. Департамент коммуны — Кальвадос. Входит в состав кантона Лизьё 3-й кантон. Округ коммуны — Лизьё.
Код INSEE коммуны — 14082.

## Население
Население коммуны на 2010 год составляло 203 человека.
| 1962 | 1968 | 1975 | 1982 | 1990 | 1999 | 2010 |
| ---- | ---- | ---- | ---- | ---- | ---- | ---- |
| 89   | 85   | 98   | 111  | 118  | 121  | 203  |

## Экономика
В 2010 году среди 127 человек трудоспособного возраста (15—64 лет) 104 были экономически активными, 23 — неактивными (показатель активности — 81,9 %, в 1999 году было 73,0 %). Из 104 активных жителей работали 101 человек (54 мужчины и 47 женщин), безработных было 3 (2 мужчин и 1 женщина). Среди 23 неактивных 12 человек были учениками или студентами, 4 — пенсионерами, 7 были неактивными по другим причинам.